# Marin Šego
Marin Šego (født 2. august 1985 i Mostar, SFR Jugoslavien) er en kroatisk tidligere håndboldspiller som spillede Kroatiens herrehåndboldlandshold.
Han deltog under EM i håndbold 2020 i Sverige/Østrig/Norge, hvor Kroatien vandt sølvmedaljer.